# Nelly Lawrence

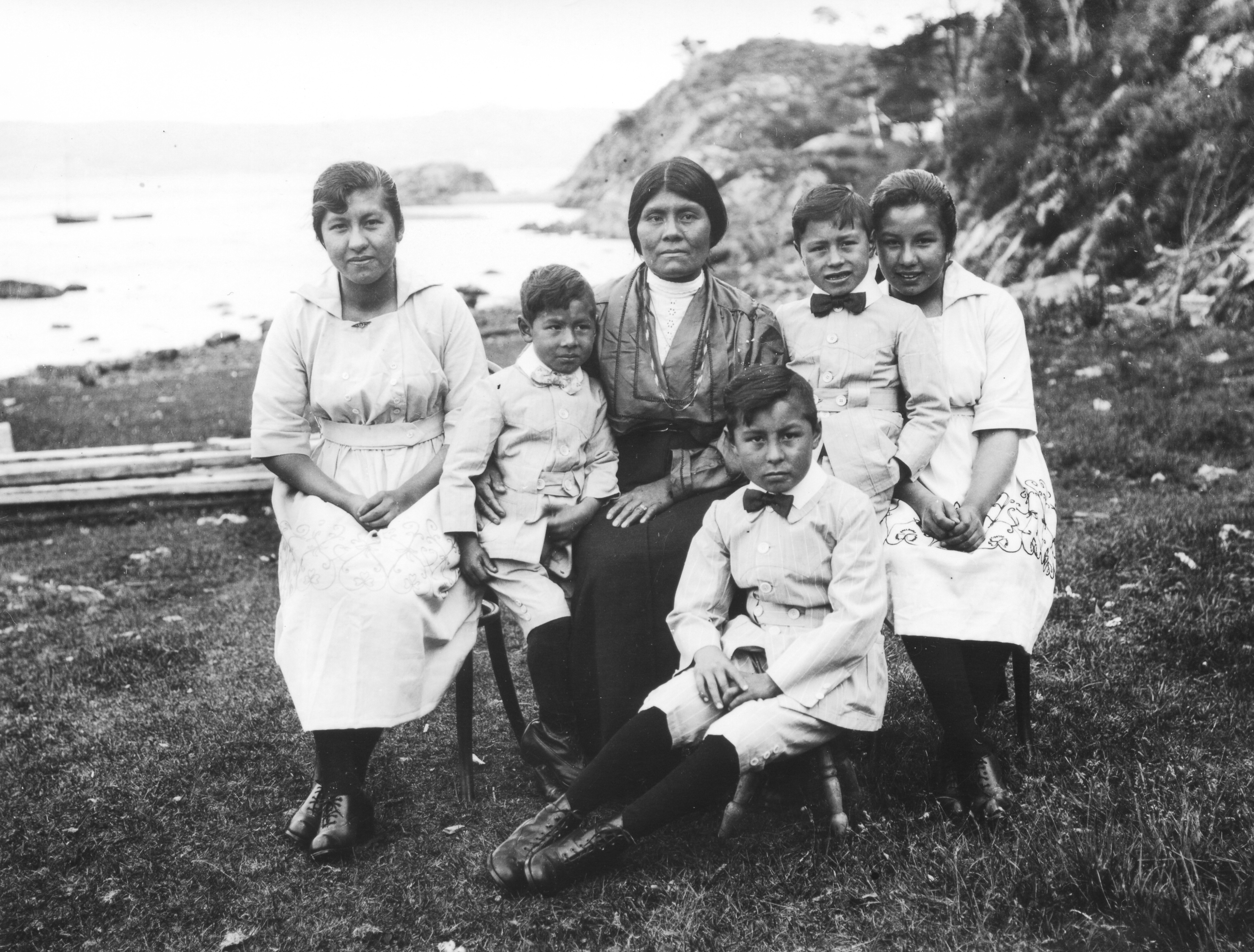
Nelly Lawrence junto a sus hijas e hijos en 1922.

Nelly Lawrence Calderón (sin fecha conocida, Tierra del Fuego - sin fecha conocida, Ushuaia) también conocida como Nelly Calderón Lawrence o Nelly Calderón de Lawrence. Fue una mujer yagán que a principios del siglo XX tuvo un importante rol como transmisora de su cultura indígena tradicional al antropólogo alemán Martin Gusinde (1886-1969). Fue esposa de Federico Lawrence, hijo del misionero anglicano John Lawrence y tía de Cristina Calderón. Además, fue conocida por promover el diálogo y la negociación entre los europeos y estancieros que llegaban a colonizar el extremo sur de Argentina y Chile.

## Biografía
Nelly Lawrence fue nombrada por Gusinde como una “Yámana de sangre pura”, "patrona india" o "la señora Lawrence". Incluso, para la antropóloga Anne Chapman era la favorita de Gusinde.
La familia Lawrence estaba dedicada a la conversión religiosa de las comunidades indígenas y a transmitir los valores occidentales ligados a la Misión Anglicana de Ushuaia. Esta tradición provenía de John Lawrence, quien acogía "temporalmente a los indios que navegaban por las aguas del canal Beagle e inmediaciones". Luego, Federico Lawrence y Nelly se establecieron en la estancia de Puerto Remolino, como una familia mestiza con seis hijos, quienes hablaban yagankuta con Nelly e inglés con su padre. Nelly fue una mujer muy culta que gozó de una posición de poder como de dueña de casa -en términos occidentales- con liderazgo sobre las decisiones del hogar, las compras, la economía, la educación de la familia, entre otros. Esto la llevó a ser una figura mediadora con la propia comunidad yagán y Gusinde.  
Es importante reconocer el apego que Nelly sentía con las creencias espirituales tradicionales, ligados al ser supremo Watauineiwa y nunca se sintió remecida o interpelada por la fe cristiana.    

Ni aún el esfuerzo más grande de mi parte hubiera podido llevarme a la meta si no hubiera podido gozar de la ayuda inestimable de la buena de Nelly Lawrence, que supo allanar todas las dificultades
Martin Gusinde, 1921-1922